# Marguette Bouvier
Marguette Bouvier (1908 - 20 de diciembre de 2008) fue una esquiadora, patinadora y periodista francesa, que realizó el primer descenso con esquís del Mont Blanc en 1929. 

## Biografía
Desde su nacimiento, en 1908, Marguette Bouvier vivió al pie de las pendientes de Brévent, en Chamonix. Como muchos niños de la región, Marguette aprendió a esquiar muy joven. Fue testigo de la apertura del dominio de Brévent al esquí: la pista pasaba por la propiedad de sus padres. Su padre era amigo de Henri de Peufeilhoux que dirigió la creación del entonces funicular más alto del mundo,la Aiguille du Midi.
La primera mujer en alcanzar la cumbre del Mont Blanc fue María Paradis el 14 de julio de 1808. La segunda ascensión femenina fue obra de Henriette d'Angeville en septiembre de 1838. La primera ascensión invernal fue llevada a cabo por Isabella Stratton en enero de 1876.
Marguette Bouvier efectuó el primer descenso con esquís del Mont Blanc en febrero de 1929, a -40 °C, con el guía Armand Charlet. Antes, en el 17.º Campeonato Internacional de Esquí (el de Francia todavía no existía), en 1928 en Chamonix, se clasificó segunda tras la polaca Janina Lotescka: lo cual la convertía en campeona de Francia. En los Campeonatos de Francia de patinaje artístico de 1929 (Chamonix) quedó segunda con Charles Sabouret, detrás de la pareja Bruney-Joly, campeones olímpicos. Marguette practicó también el skijöring y el vuelo sin motor.
Murió en 2008, a los 100 años de edad. Sus testimonios y fotos de archivo — fue periodista y amiga de numerosos artistas y escritores como Matisse o Malraux — se han mostrado en diversas exposiciones.